# Félix de Llanos y Torriglia
Félix de Llanos y Torriglia (San Fernando, 2 de mayo de 1868-Madrid, 28 de enero de 1949) fue un jurista, político, escritor e historiador español, académico de la Real Academia Española, de la de Historia y correspondiente de la de Jurisprudencia y Legislación.

## Biografía
Se licenció en Derecho en la Universidad Central de Madrid e ingresó como funcionario en el Ministerio de Hacienda, donde fue jefe de negociado y letrado del Banco Hipotecario, del que igualmente fue subgobernador en 1923. En las elecciones generales de 1907 fue elegido diputado al Congreso por el distrito electoral de Ponferrada, repitiendo escaño en 1910, en esta ocasión por Cazorla. En 1918 ocupó un tiempo la secretaría de la presidencia del gobierno del conservador Antonio Maura. En 1922 fue elegido académico de la Real Academia de la Historia y en 1945 de la Real Academia Española.
Además de publicaciones académicas sobre materias jurídicas como De los delitos antisociales o El dominio de lo impalpable: perspectivas jurídicas de la aeronáutica y la teletrasmisión, destacó por sus estudios sobre historia, especializándose en historia política y biografías de grandes personajes históricos. Entre sus obras se encuentran De dónde murió Isabel la Católica: errores notorios y dudas que subsisten, La Emperatriz Eugenia en el archivo del Palacio de Liria, Isabel de la Paz, la reina con quien vino la Corte a Madrid  o Así llegó a reinar Isabel la Católica (1927), con la que obtuvo el Premio Fastenrath.
Finalmente, también fue académico correspondiente de la Academia de Ciencias de Lisboa y de la Hispanic Society of America. Entre las distinciones y honores se encuentran el reconocimiento como comendador de la Orden de Alfonso XII, la gran cruz del Orden de Cristo portuguesa y de la Orden de la Corona belga, entre otras.